# Juristenausbildung in Österreich
Die Juristenausbildung in Österreich bezeichnet die erforderliche Ausbildung für die Tätigkeit in juristischen Berufen in Österreich.

## Studium
In Österreich schließt man das Studium der Rechtswissenschaften, das eine Regeldauer von acht bzw. eine Durchschnittsdauer von mehr als zwölf Semestern hat, mit dem akademischen Grad Mag. iur. ab. Dieses Studium wird an den rechtswissenschaftlichen Fakultäten der Universitäten Graz, Innsbruck, Linz, Salzburg und Wien angeboten. Die Universität Linz bietet das Studium der Rechtswissenschaften auch als Fernstudium an. Die Abschlussprüfungen werden wie bei allen anderen Studien von der Universität abgenommen. Ein juristisches Staatsexamen wie in Deutschland gibt es in Österreich nicht.
Seit dem Wintersemester 2006/2007 bietet auch die Wirtschaftsuniversität Wien ein Studium des Wirtschaftsrechts an, das gemäß dem Bologna-Prozess nach sechs Semestern mit dem akademischen Grad Bachelor of Laws (WU) („LL.B. (WU)“) und nach weiteren vier Semestern mit dem Grad Master of Laws („LL.M. (WU)“) abgeschlossen werden kann. Die Kombination aus „LL.B. (WU)“ und „LL.M. (WU)“ berechtigt ebenso zur Ausübung eines traditionellen juristischen Berufs.
Seit dem Wintersemester 2016/2017 bietet die Sigmund Freud Privatuniversität Wien als erste und einzige Privatuniversität Österreichs ein juristisches Vollstudium an, das gemäß dem Bologna-Prozess nach sechs Semestern mit dem akademischen Grad Bachelor of Laws („LL.B.“) und nach weiteren vier Semestern mit dem Grad Master of Laws („LL.M.“) abgeschlossen werden kann. Das kostenpflichtige Vollstudium aus „LL.B.“ und „LL.M.“ berechtigt zur Ausübung der klassischen juristischen Berufe. Außerdem bietet die Universität Klagenfurt in Kooperation mit der Universität Wien seit dem Wintersemester 2019 das Masterstudium „Wirtschaftsrecht“ mit dem akademischen Grad Master of Laws („LL.M.“) an. Dieses berechtigt zur Ausübung aller traditionellen juristischer Berufe in Österreich. Als Voraussetzung zum Besuch dieses Masterstudiums ist ein rechts- oder ein wirtschaftswissenschaftliches Bachelorstudium erforderlich.
Seit dem Wintersemester 2021/2022 bietet die Universität Wien ein Studium der „Internationalen Rechtswissenschaften/International Legal Studies“ mit dem akademischen Grad „Bachelor of Laws (L.L.B)“ an. Es zeichnet sich durch ein bilinguales sowie ein internationales Curriculum aus. Das fortführende Masterstudium beginnt ab dem Wintersemester 2022/23. Erst mit dem Erlangen des akademischen Grades „Master of Laws (LL.M)“ ist man zur Ausübung aller traditionellen juristischer Berufe in Österreich berechtigt.

## Berufsberechtigung für die juristischen Berufe
Für den Zugang zu den klassischen juristischen Berufen (Richter an ordentlichen Gerichten, Staatsanwalt, Rechtsanwalt und Notar) ist die Absolvierung eines Studiums des österreichischen Rechts, die Absolvierung der Gerichtspraxis, ein Anwärterdienst als Richteramtsanwärter, Rechtsanwaltsanwärter bzw. Notariatskandidat und die Absolvierung der Richteramts-, Rechtsanwalts- oder Notariatsprüfung erforderlich. Die Ausbildung zum Richter gilt zugleich als Ausbildung zum Staatsanwalt. Richter an den Verwaltungsgerichten, dem Verwaltungsgerichtshof und dem Verfassungsgerichtshof benötigen keine Richteramtsprüfung, nur ein rechtswissenschaftliches Studium und eine Berufserfahrung. Zu Richtern des Bundesfinanzgerichts können Absolventen anderer einschlägiger Studien mit entsprechender Berufserfahrung ernannt werden.
Die Richteramts-, Rechtsanwalts- und Notariatsprüfungen werden von Prüfungskommissionen abgenommen, die bei den Oberlandesgerichte eingerichtet sind. Nähere Regelungen treffen
das Richter- und Staatsanwaltschaftsdienstgesetz,
die Rechtsanwaltsordnung,
das Rechtsanwaltsprüfungsgesetz,
die Notariatsordnung und
das Notariatsprüfungsgesetz.
Hinsichtlich des Studiums des österreichischen Rechts enthalten die genannten Berufsgesetze gleichlautende Bestimmungen. So muss das Studium der Rechtswissenschaften mindestens vier Jahre mit einem Arbeitsaufwand von zumindest 240 ECTS-Punkten umfassen, was in einem gewissen Spannungsverhältnis zur in Österreich üblichen Umsetzung des Bologna-Systems steht, in dem Bachelorstudien 3 Jahre und Masterstudien 2 Jahre umfassen. Überdies sehen diese Gesetze vor, dass alle wesentlichen Rechtsthemen (österreichisches Zivil- und Zivilverfahrensrecht, österreichisches Straf- und Strafprozessrecht, österreichisches Verfassungsrecht, Europarecht, Völkerrecht etc.) abgedeckt sein müssen. Die Gesetze betonen hier absichtlich, dass österreichisches Recht zu lehren ist. Dies macht die Anerkennung ausländischer Studien, wenn auch grundsätzlich vorgesehen, schwer.
Wer von einem der juristischen Berufe in einen anderen wechseln will, kann sich die bereits absolvierten Prüfungsfächer anrechnen lassen. Die Anrechnung der Berufsprüfungen ist im Ausbildungs- und Berufsprüfungs-Anrechnungsgesetz näher geregelt.

### Zugang zur Rechtsanwaltschaft
Um als Rechtsanwalt tätig werden zu können, ist nach § 1 der Rechtsanwaltsordnung die Eintragung in die Liste der Rechtsanwälte erforderlich, die erfolgt, wenn der Kandidat über die österreichische Staatsbürgerschaft oder eine EWR- oder die schweizerische Staatsangehörigkeit verfügt, eigenberechtigt ist, ein Studium des österreichischen Rechts absolviert hat, eine gewisse Dauer der praktischen Verwendung zurückgelegt hat, die Rechtsanwaltsprüfung bestanden hat, an gewissen Ausbildungsveranstaltungen teilgenommen hat und über eine Haftpflichtversicherung verfügt.
Die praktische Verwendung erfolgt derzeit durch fünf Jahre juristischer Tätigkeiten, davon fünf Monate bei Gericht und 36 Monate bei einem Rechtsanwalt (im Inland); die restlichen 15 Monate können durch Assistententätigkeit, Doktoratsstudium (maximal sechs Monate) oder Tätigkeiten bei einer Behörde oder EU-Institution substituiert werden, wobei die Gesamtdauer von 60 Monaten nicht unterschritten werden darf.
Die Rechtsanwaltsprüfung kann an einem der vier Oberlandesgerichte abgelegt werden. Laut einer Studie der Universität Innsbruck, betreut von Peter Mayr, sinkt die Durchfallquote bei der Rechtsanwaltsprüfung am Oberlandesgericht Wien (hier werden traditionell mehr als die Hälfte der Rechtsanwaltprüfungen abgenommen) seit dem Jahr 2010 ohne Ausnahme, jedes Jahr um ca. 2 % und liegt inzwischen bei unter 10 %. Sie ist damit z. B. nicht einmal halb so hoch wie jene beim Zweiten Staatsexamen in Deutschland. Gleichzeitig werden die Noten "mit sehr gutem Erfolg bestanden" und "mit ausgezeichnetem Erfolg bestanden" einem gleich bleibenden oder sogar höheren Anteil der Kandidaten verliehen. Da das Jahr 2010 gleichzeitig jenes Jahr mit dem größten Anstieg bei der Zahl der Prüfungsantritte am Oberlandesgericht Wien ist (seither ca. zwei Drittel der österreichischen Antritte) und diese Zahl seit damals konstant hoch ist, wird wiederholt Kritik an der Rechtsanwaltsprüfung geäußert. Bei der Wahl zum Präsidenten der Rechtsanwaltskammer Wien im Jahr 2015 haben alle drei Kandidaten eine Reform der Rechtsanwaltsprüfung angekündigt.